# Мексика на летних Олимпийских играх 2000
Мексика принимала участие в Летних Олимпийских играх 2000 года в Сиднее (Австралия) в девятнадцатый раз за свою историю, и завоевала одну золотую, две серебряные, три бронзовые медали. Сборная страны состояла из 78 спортсменов (52 мужчины, 26 женщин).

## Золото
- Тяжёлая атлетика, женщины - Сорайя Хименес.

## Серебро
- Лёгкая атлетика, мужчины, 20 км, ходьба — Ное Эрнандес.
- Прыжки в воду, мужчины — Фернандо Платас.

## Бронза
- Лёгкая атлетика, мужчины, 50 км, ходьба — Хоэль Санчес.
- Бокс, мужчины — Кристиан Беярано.
- Тхэквондо, мужчины — Виктор Эстрада.

## Результаты соревнований

### Академическая гребля
В следующий раунд из каждого заезда проходили несколько лучших экипажей (в зависимости от дисциплины). В финал A выходили 6 сильнейших экипажей, остальные разыгрывали места в утешительных финалах B-D.
Мужчины
| Соревнование | Спортсмены   | Предварительный заезд | Предварительный заезд | Предварительный заезд | Отборочный заезд | Отборочный заезд | Отборочный заезд | Полуфинал     | Полуфинал     | Полуфинал     | Финал   | Финал   | Итоговое место |
| Соревнование | Спортсмены   | Заезд                 | Время                 | Место                 | Заезд            | Время            | Место            | Заезд         | Время         | Место         | Время   | Место   | Итоговое место |
| ------------ | ------------ | --------------------- | --------------------- | --------------------- | ---------------- | ---------------- | ---------------- | ------------- | ------------- | ------------- | ------- | ------- | -------------- |
| одиночки     | Хесус Хуэрта | 1                     | 7:29,64               | 5                     | 2                | 7:31,93          | 4                | Полуфинал C/D | Полуфинал C/D | Полуфинал C/D | Финал D | Финал D | 19             |
| одиночки     | Хесус Хуэрта | 1                     | 7:29,64               | 5                     | 2                | 7:31,93          | 4                | 1             | 7:37,06       | 5             | 7:29,68 | 2       | 19             |

### Дзюдо
Соревнования по дзюдо проводились по системе на выбывание. В утешительные раунды попадали спортсмены, проигравшие полуфиналистам турнира. Два спортсмена, одержавших победу в утешительном раунде, в поединке за бронзу сражались с проигравшими в полуфинале.
Женщины
| Спортсмен      | Категория | 1/16                                | 1/8                                  | Четвертьфиналы     | Полуфиналы         | Первый доп. раунд  | Утешительный четвертьфинал | Утешительный полуфинал | За 3 место Финал   | Место |
| Спортсмен      | Категория | Соперник Результат                  | Соперник Результат                   | Соперник Результат | Соперник Результат | Соперник Результат | Соперник Результат         | Соперник Результат     | Соперник Результат | Место |
| -------------- | --------- | ----------------------------------- | ------------------------------------ | ------------------ | ------------------ | ------------------ | -------------------------- | ---------------------- | ------------------ | ----- |
| Адриана Лосада | до 48 кг  | Марит Каллио (FIN) поб. 1001 — 0010 | Ванеса Аренас (ESP) пор. 0020 — 0021 | Не прошла          | Не прошла          | Не прошла          | Не прошла                  | Не прошла              | Не прошла          | 14    |

### Плавание
Спортсменов — 5
В следующий раунд на каждой дистанции проходили лучшие спортсмены по времени, независимо от места занятого в своём заплыве.
Мужчины
| Спортсмен       | Соревнование        | Предварительные заплывы | Предварительные заплывы | Полуфиналы | Полуфиналы | Финал     | Финал     |
| Спортсмен       | Соревнование        | Результат               | Место                   | Результат  | Место      | Результат | Место     |
| --------------- | ------------------- | ----------------------- | ----------------------- | ---------- | ---------- | --------- | --------- |
| Хавьер Диас     | 200 м вольный стиль | 1:53,20                 | 30                      | Не прошёл  | Не прошёл  | Не прошёл | Не прошёл |
| Хорхе Карраль   | 400 м вольный стиль | 3:58,34                 | 28                      |            |            | Не прошёл | Не прошёл |
| Альфредо Хакобо | 100 м брасс         | 1:04,67                 | 43                      | Не прошёл  | Не прошёл  | Не прошёл | Не прошёл |
| Хуан Велос      | 400 м комплекс      | 4:31,73                 | 38                      |            |            | Не прошёл | Не прошёл |

Женщины
| Спортсменка         | Соревнование         | Предварительные заплывы | Предварительные заплывы | Полуфиналы | Полуфиналы | Финал     | Финал     |
| Спортсменка         | Соревнование         | Результат               | Место                   | Результат  | Место      | Результат | Место     |
| ------------------- | -------------------- | ----------------------- | ----------------------- | ---------- | ---------- | --------- | --------- |
| Патрисия Вильяреаль | 400 м вольным стилем | 4:21,03                 | 33                      |            |            | Не прошла | Не прошла |

### Прыжки в воду
Спортсменов — 8
В индивидуальных прыжках в предварительных раундах складывались результаты квалификации и полуфинальных прыжков. По их результатам в финал проходило 12 спортсменов. В финале они начинали с результатами полуфинальных прыжков.
В синхронных прыжках спортсмены стартовали сразу с финальных прыжков
Мужчины
| Спортсмен                     | Соревнование        | Квалификация | Квалификация | Полуфинал | Полуфинал | Всего     | Финал     | Финал     | Всего  | Место |
| Спортсмен                     | Соревнование        | Очков        | Место        | Очков     | Место     | Всего     | Очков     | Место     | Всего  | Место |
| ----------------------------- | ------------------- | ------------ | ------------ | --------- | --------- | --------- | --------- | --------- | ------ | ----- |
| Фернандо Платас               | трамплин            | 444,60       | 2            | 234,36    | 3         | 678,96    | 474,06    | 2         | 708,42 |       |
| Хоэль Родригес                | трамплин            | 336,51       | 29           | Не прошёл | Не прошёл | Не прошёл | Не прошёл | Не прошёл | 336,51 | 29    |
| Франсиско Перес               | вышка               | 381,78       | 19           | Не прошёл | Не прошёл | Не прошёл | Не прошёл | Не прошёл | 381,78 | 19    |
| Эдуардо Руэда                 | вышка               | 60,30        | 42           | Не прошёл | Не прошёл | Не прошёл | Не прошёл | Не прошёл | 60,30  | 42    |
| Фернандо Платас Эдуардо Руэда | синхронный трамплин |              |              |           |           |           |           |           | 317,70 | 5     |

Женщины
| Спортсмен                    | Соревнование        | Квалификация | Квалификация | Полуфинал | Полуфинал | Всего     | Финал     | Финал     | Всего  | Место |
| Спортсмен                    | Соревнование        | Очков        | Место        | Очков     | Место     | Всего     | Очков     | Место     | Всего  | Место |
| ---------------------------- | ------------------- | ------------ | ------------ | --------- | --------- | --------- | --------- | --------- | ------ | ----- |
| Асуль Альмасан               | трамплин            | 272,85       | 12           | 216,03    | 13        | 488,88    | Не прошла | Не прошла | 488,88 | 13    |
| Хашия Луна                   | трамплин            | 268,44       | 15           | 196,53    | 19        | 464,97    | Не прошла | Не прошла | 464,97 | 19    |
| Мария Алькала                | вышка               | 235,53       | 30           | Не прошла | Не прошла | Не прошла | Не прошла | Не прошла | 235,53 | 30    |
| Асуль Альмасан               | вышка               | 229,29       | 33           | Не прошла | Не прошла | Не прошла | Не прошла | Не прошла | 229,29 | 33    |
| Мария Алькала Хашия Луна     | синхронный трамплин |              |              |           |           |           |           |           | 263,76 | 6     |
| Асуль Альмасан Мария Алькала | синхронная вышка    |              |              |           |           |           |           |           | 264,30 | 8     |

### Теннис
Спортсменов — 2
Мужчины
| Соревнование  | Спортсмены                       | 1/32 финала   | 1/16 финала                                               | 1/8 финала            | Четвертьфинал         | Полуфинал             | Финал Матч за 3-е место | Место |
| Соревнование  | Спортсмены                       | Соперник Счёт | Соперник Счёт                                             | Соперник Счёт         | Соперник Счёт         | Соперник Счёт         | Соперник Счёт           | Место |
| ------------- | -------------------------------- | ------------- | --------------------------------------------------------- | --------------------- | --------------------- | --------------------- | ----------------------- | ----- |
| Парный разряд | Энрике Абароа Алехандро Эрнандес |               | Дэвид Адамс Джон-Лафни де Джагер (RSA) пор. 4-6, 6-7(4–7) | Завершили выступление | Завершили выступление | Завершили выступление | Завершили выступление   | 17    |